# Olga Calpajiu
Olga Calpajiu, cunoscută și sub numele de Olga Kent (n. 26 februarie 1988, Tighina, RSS Moldovenească) este un fotomodel și actriță moldoveană, cunoscută mai ales în rândul publicului italian  pentru rolul Galinei în serialul Vacanze di Natale a Cortina (2011).

## Biografie
Originară din Tighina, oraș aflat acum în componența regiunii separatiste Transnistria, oficial parte din Republica Moldova, dar autoproclamată ca republică independentă în anul 1990, a câștigat titlul de "Miss Transnistria" în 2005 și, doi ani mai târziu, absolvind liceul, s-a mutat în România și apoi în Italia. La Milano, a luat numele de scenă Olga Kent, și şi-a început cariera în lumea modei, prezentând pentru diferite mărci, cum ar fi Benetton, Triumph și P2. Începând cu 2010, a pozat într-un spot publicitar pentru deodorantul comercial Nivea Calm & Care, iar în 2011 pentru o campanie de publicitate și imprimare; ulterior participă la proiectul Food is Fashion and Health'.
După ce a câștigat apariția pe coperta revistei românește Elle (iulie 2007) și Harper's Bazaar (martie 2011), în 2011, ea a jucat în Vacanze di Natale a Cortina de Neri Parenti, în care ea o joacă pe frumoasa Galina, soția magnatului rus al gazului, Fiodor Isakovic (Ivan Tomasevic). Începând cu 2013, împreună cu Paolo Ruffini și Lorella Boccia conduce cabaretul TV, Colorado, de asemenea a jucat în filmul Fuga di cervelli.

## Campanii publicitare
- Olivia Gold
- Benetton Underwear
- Triumph
- P2
- Lovable
- Mattell
- 2010 - Nivea
- 2011 - Visto Moda Card
- 2013 - Solari Bilboa

## Filmografie
- Vacanze di Natale a Cortina, regia di Neri Parenti (2011)
- Fuga di cervelli, regie di Paolo Ruffini (2013)

## Televiziune
- Colorado (Italia 1, 2013)